# 湘江一桥 (湘潭市)

湘潭湘江一桥（湘潭一大桥、湘潭湘江公路大桥），连接湖南省湘潭市雨湖区和岳塘区的九墩八孔拱桥，同时也继衡阳湘江公铁大桥之后的第二座跨越湘江的公路大桥，于1959年11月初开工建设，1961年10月1日开通并沿用至今。时至今日，为湘潭市标志性建筑之一。

## 历史
1959年，经过中央的批复和层层规划论证以及湖南省政府批准，湘潭湘江一桥于同年11月破土动工。由于缺少相关技术，因此施工者采用“土洋结合”的方式，提升大桥的建造效率。
1961年10月1日，大桥开通，毛泽东亲笔为大桥提名“湘潭大桥”，时任湘潭地委第一书记华国锋参与剪彩。
2022年5月11日，一艘货船行径该桥时因水流湍急撞击桥墩。经初步调查，事故未对该桥造成实质影响。

## 设计

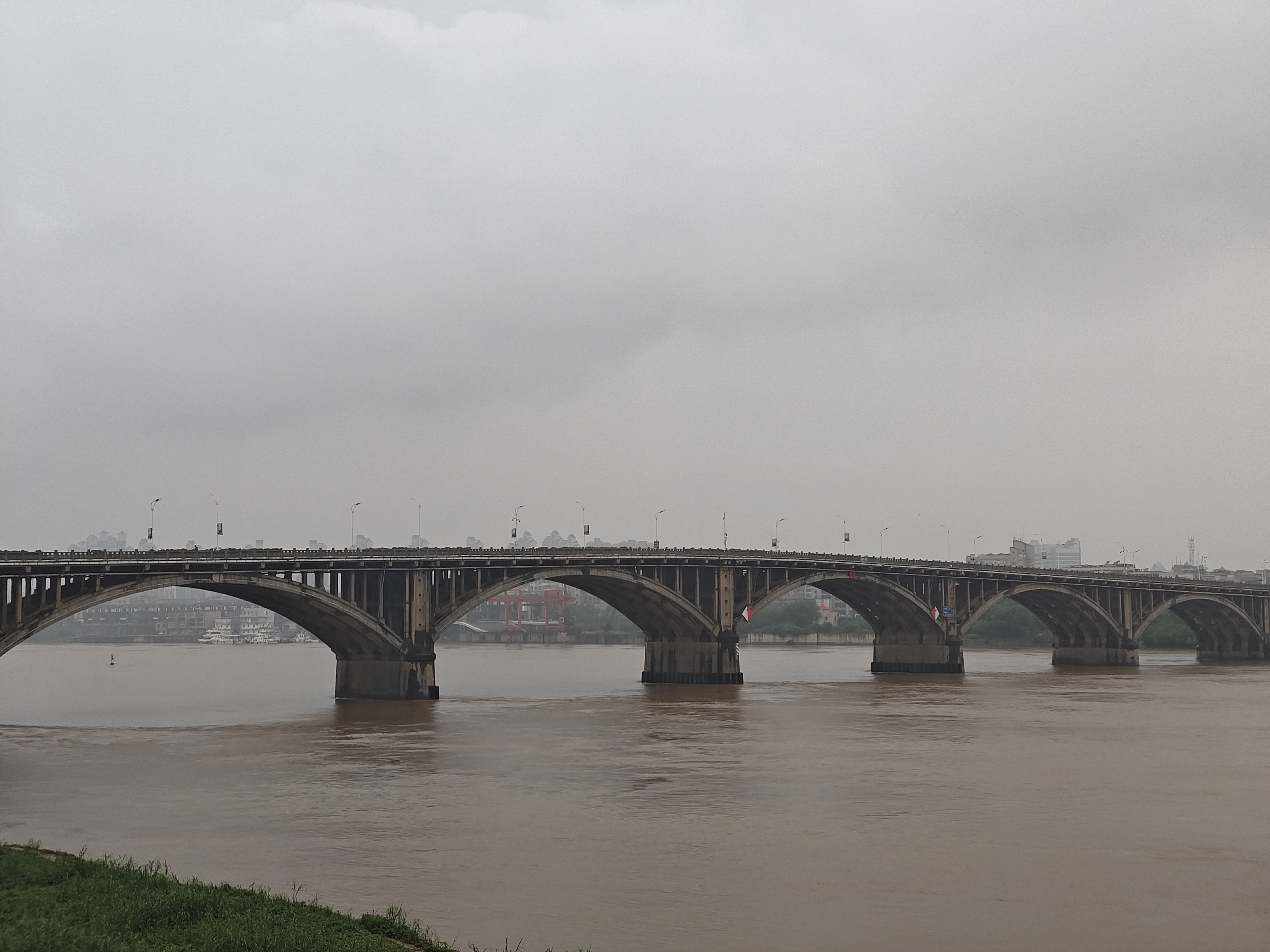
湘潭一大桥远景

大桥东西引桥共910米，设计允许5辆载重汽车并行通过，正桥两头建有亭式桥头堡，供行人休息和上下桥使用。同时，大桥在设计之初便预留有当时在湘潭地区未广泛使用的煤气的过江通道。